# Petrobrasaurus puestohernandezi
Il petrobrasauro (Petrobrasaurus puestohernandezi) è un dinosauro erbivoro appartenente ai sauropodi. Visse nel Cretaceo superiore (Coniaciano/Santoniano, circa 90 milioni di anni fa) e i suoi resti fossili sono stati ritrovati in Argentina.

## Fossili
Questo dinosauro è noto per uno scheletro parziale ritrovato nella formazione Plottier, comprendente numerose vertebre, lo sterno, costole, metacarpi, femori, tibie, parte di un ilio, pube e alcuni denti. I fossili sono stati ritrovati negli strati di argilla rossastra della formazione, risalenti al Coniaciano o al Santoniano; questo periodo è piuttosto importante poiché segnò il definitivo isolamento delle faune a vertebrati della Patagonia, a causa della separazione del Sudamerica dal resto del Gondwana, un processo iniziato nel Cretaceo inferiore.

## Classificazione
Descritto per la prima volta nel 2011, Petrobrasaurus è un rappresentante dei titanosauri, un gruppo di dinosauri sauropodi tipico del Cretaceo e diffuso principalmente nei continenti meridionali. Gli studiosi hanno accostato questo sauropode al clade dei Lognkosauria, tra cui il gigantesco Futalognkosaurus, ma si preferisce considerare Petrobrasaurus un titanosauro di posizione sistematica incerta (incertae sedis) in attesa di analisi più approfondite.